# Jeziory (gmina)
Jeziory – dawna gmina wiejska istniejąca do 1939 roku w woj. białostockim (obecnie na Białorusi). Siedzibą gminy były Jeziory.
W okresie międzywojennym gmina Jeziory należała do powiatu grodzieńskiego w woj. białostockim. Według spisu powszechnego z 1921 roku, gminę zamieszkiwało 5317 osób, w tym 3122 (59%) Polaków, 1598 (30%) Białorusinów, 576 (11%) Żydów, 12 Rosjan i 9 Francuzów.
16 października 1933 gminę Jeziory podzielono na 29 gromad:  Bondary, Buszniewo, Dubienka, Hubinka, Jeziory I, Jeziory II, Kamczatka, Kamieniste, Kaniewicze, Koniuchy, Korczyki, Liszczyce, Łaszewicze, Łokno, Łozy, Mostki, Orechwicze, Ostrowo, Parszukiewicz-Pole, Prudy, Pyra, Reduta, Siny Kamień, Starzyna, Stryjówka I, Stryjówka II, Strzelce, Wilanowo i Zaberezino.
Po wojnie obszar gminy Jeziory wszedł w struktury administracyjne Związku Radzieckiego.
Zobacz też: gmina Sobienie-Jeziory